# L'estate che non viene
L'estate che non viene è un cortometraggio del 2011 diretto da Pasquale Marino.

## Trama
In un pomeriggio di maggio, Nicholas, Daniel e Lollo possono fare ancora qualcosa per salvare la loro amicizia: lottare contro un destino che vuole dividerli.

## Riconoscimenti
- 2011 - Festival di Cannes
  - In concorso nella selezione Cinéfondation
- 2011 - Arcipelago Film Festival
  - Premio per il miglior contributo artistico [1]
- 2011 - Circuito off
  - Premio Siae miglior corto italiano [2]
  - Onda Curta Award [3]
- 2011 - Lisbon & Estoril Film Festival
  - Menzione speciale della giuria [4]
- 2012 - David di Donatello
  - Candidato a miglior cortometraggio [5]
- 2012 - Visioni italiane 
  - Menzione speciale della giuria [6]